# 無人砲艦ヴァルキリー
無人砲艦ヴァルキリーは、谷甲州のハードSF作品群『航空宇宙軍史』に登場する架空の戦闘艦艇。同シリーズの中編集『仮装巡洋艦バシリスク』の『砲戦距離一二、〇〇〇』と『襲撃艦ヴァルキリー』、中編集『星の墓標』の『星と海とサバンナ』に登場する。

## 建造経緯
正規フリゲート艦を保有していなかった外惑星連合軍は、別の方法で航空宇宙軍に対して優位に立つことを考えた。つまり、小型の無人艦を暗礁宙域に潜ませ、有人艦では不可能な高機動を武器に敵の艦隊を迎え撃つことである。
その一つがオルカ戦隊であり、地球上にいるオルカ（シャチ）を捕獲し、その生体脳を艦艇に組み込んだものであった。同種の艦艇は航空宇宙軍でもオルカキラーとして実用化された。
もう一つが、生体脳に頼らない小型高機動かつ大火力の完全無人艦を開発することだった。これが本記事で説明するヴァルキリーである。ただし、その開発のためには人間の脳を取り出してクラスタ化するという非人道的な手法で開発されたシミュレーションシステム「ラザルス」が使用された。ヴァルキリーの開発は第一次外惑星動乱初期から計画されており、動乱末期に試験的に戦線投入されたが、大勢を覆すには至らなかった。
なお、同様の砲戦システムを持つ無人戦闘艦が戦後にも製作されている。外惑星動乱終結の130年後に、プロクシマの第一惑星ケイロンで反航空宇宙軍武装組織ヴァルハラによって建造された無人戦闘艦もヴァルキリーと命名されている。『襲撃艦ヴァルキリー』に登場するのはこちら。

## 主兵装・戦法
ヴァルキリーが備える唯一の武装にして主砲は、収束性に優れた大出力レーザー砲である。しかし、ヴァルキリーの圧倒的攻撃力の源泉はレーザー砲よりは、むしろそれを管制する超長距離射撃管制システムである。第一次外惑星動乱当時、通常の艦艇が備えるセンサでは、レーザー砲の照準が可能な限界は1,000km程度とされていた。また、当時の宇宙空間戦闘は、基本的に捜索レーダーによって発見した敵に対して、機動爆雷と称される誘導ミサイルを発射し、破片の弾幕に相手を捉えて撃破するというものであったため、レーザーはほとんど用いられていなかった。これに対しヴァルキリーは10,000kmを遙かに超える長距離からのレーザー射撃が可能であるため、完全なアウトレンジ攻撃が行える。この長射程を可能にしているのは、クローズドループ制御を含む管制システムである。
ヴァルキリーによる長距離砲撃の場合、まず攻撃力のない1マイクロ秒の短時間照射を精密な射角制御の元に10マイクロ秒ごとに繰り返し、120点射単位ごとに赤外線による観測を行う。目標の存在予測領域をカバーするように行われた斉射に命中弾があれば、彼我の距離と観測時刻からどの点射単位が命中したかが判明するので、その命中弾を放った方向を中心にさらに斉射を行う。多数の命中弾を得て目標の正確な位置と速度を把握したら、全力照射を行って目標を破壊する。
この射撃管制方式は、20世紀の戦艦「ドレッドノート」の砲術にいくらか似通ったところがある。作中の登場人物による解説では、ドレッドノートや以後の「大和」など超弩級戦艦では、長距離射撃の管制のために同一口径の多数の主砲による斉射を行い、観測を行って射角を調整することで命中弾を得ていた、ということを挙げている。煙幕などの光学的妨害に弱いという弱点も共通している。ただし、あくまでもいくらかの類似であって、火器管制システムとして全くの相似というわけではない。水上艦の戦闘ではそうやって砲撃パラメータを調整し続け、最後に命中弾が発生することを期待している。一方、ヴァルキリーの砲術は、最初の点射の時点で既に命中弾の有無、すなわち戦果の確認を行っている。
戦闘や航法などのサブシステムを統括制御するヴァルキリーの制御中枢は、戦闘において高度で柔軟な判断を高速で下すことのできる戦術級指令システムである。作戦の目的として与えられた条件とその優先順位に応じて、刻々と状況を判断し適切な行動を選択することができる。しかしあくまで戦術級システムであるため、自らの戦略的価値を理解してそれを考慮して行動を選択することまではできない。

## 劇中の活躍

### 砲戦距離一二、〇〇〇
本作では外惑星連合軍のヴァルキリーの初陣を飾る戦闘が描かれる。
ヴァルキリーはクロック以外の活動を完全に停止して小惑星に偽装していたが、輸送船団を護衛する警備艦に発見され、投射ミサイルによる攻撃を受ける。しかしその命中寸前に起動したヴァルキリーは、既破砕弾頭片が着弾するまでの数秒間に命中が予想されるすべての破片を主砲で蒸発させ、100Gもの爆発的加速で攻撃に転ずる。アウトレンジ砲戦システムにより2秒で5隻の輸送艦を破壊したヴァルキリーだったが、警備艦クルーにその射撃管制方式を見破られてしまう。警備艦は爆雷とエンジン噴射による即席の煙幕を張ることで、かろうじてヴァルキリーの攻撃をかわすことに成功した。

### 襲撃艦ヴァルキリー
外惑星動乱終結から130年後、プロクシマの反航空宇宙軍武装組織ヴァルハラがヴァルキリーのシステムを元に同様の無人戦闘艦を製作し、地球からの輸送艦隊を人質に航空宇宙軍に要求を呑ませようとはかった。
ヴァルキリーという対抗手段のない攻撃手段を有するヴァルハラに対し航空宇宙軍は要求を受諾するが、にもかかわらずヴァルキリーは輸送艦隊先導艦を破壊してしまう。これは戦闘を回避することを優先したためであり、輸送船団の積み荷である戦闘艇が脅威になる前に破壊しようとしたものであった。輸送艦隊本隊の司令官はかつて警備艦でヴァルキリーと戦ったことのあるダツ中佐であったが、ヴァルキリーの意図を理解し、積み荷を放棄し破壊させることにより撃破を免れる。これによりヴァルキリーは星系内の戦術的優位性を維持することになるが、戦略的には一時的なことであった。

### 星と海とサバンナ
外惑星動乱終結直後、抹殺されかかったラザルスを救出したタナトス戦闘団のダンテ隊長は、ラザルスを航空宇宙軍からの鹵獲無人艦に搭載して低速軌道で土星に向け送り出す。これに対しカリスト軍はラザルス抹殺のためヴァルキリーを送り込んだ。
しかしその無人艦は制御中枢として改良シャチ・ジョーイの脳を搭載した高機動無人戦闘艦オルカキラーであった。オルカ戦隊との戦いの末自爆を試みたジョーイは完全な破壊を果たせず、外惑星連合軍に鹵獲され一応の修復がなされていたのである。迫り来る脅威を察知して目覚めたジョーイは、持てる限りの戦術とヴァルキリーの開発者であるラザルスから吸い上げた情報を駆使してヴァルキリーの裏をかき続け、ついに致命的な打撃を被ることなくヴァルキリーから逃げ切ることに成功する。帰投したヴァルキリーは外惑星連合軍の手により解体され、痕跡も残さないまでに消し去られることになる。